# Großer Preis von Bahrain 2025
Der Große Preis von Bahrain 2025 (offiziell Formula 1 Gulf Air Bahrain Grand Prix 2025) fand am 13. April auf dem Bahrain International Circuit in as-Sachir statt und war das vierte Rennen der Formel-1-Weltmeisterschaft 2025.

## Bericht

### Hintergründe
Nachdem der Grand Prix im Vorjahr anders als gewöhnlich an einem Samstag stattgefunden hatte, fand das Rennen nunmehr wieder am Sonntag statt.
Nach dem Großen Preis von Japan führte Lando Norris in der Fahrerwertung mit einem Punkt vor Max Verstappen und mit 13 Punkten vor Oscar Piastri. In der Konstrukteurswertung führte McLaren mit 36 Punkten vor Mercedes und mit 50 Punkten vor Red Bull Racing.
Beim Großen Preis von Bahrain stellte Pirelli den Fahrern die Reifenmischungen C1 Hard (weiß), C2 Medium (gelb), C3 Soft (rot) sowie Cinturato Intermediates (grün) und Cinturato Full-Wets (blau) für nasse Bedingungen zur Verfügung.
Piastri bestritt seinen 50. Grand Prix.
Verstappen (acht), Fernando Alonso (fünf), Piastri, Nico Hülkenberg, Lance Stroll, Jack Doohan (jeweils vier), Norris, Esteban Ocon (jeweils drei), Liam Lawson, Oliver Bearman (jeweils zwei), Carlos Sainz jr. und George Russell (jeweils einer) gingen Strafpunkten ins Rennwochenende.
Mit Lewis Hamilton (fünfmal), Alonso (dreimal), Verstappen (zweimal) und Charles Leclerc (einmal) traten vier ehemalige Sieger zu diesem Grand Prix an.
Als Rennkommissare für dieses Rennwochenende fungierten Garry Connelly (AUS), Mathieu Remmerie (BEL), Vitantonio Liuzzi (ITA) und Mazen Al Hilli (BHR).

### Training
Im ersten freien Training fuhr Norris mit 1:33,204 Minuten die schnellste Runde vor Pierre Gasly und Hamilton. Andrea Kimi Antonelli konnte aufgrund eines Wasserschadens nur drei Runden zurücklegen.
Das zweite freie Training führten die beiden McLaren Mercedes mit Piastri und Norris vor Russell an.
Auch im dritten freien Training standen die beiden McLaren-Mercedes vorne. Piastri belegte den ersten Platz vor Norris und Leclerc, der zwischenzeitlich seinen Außenspiegel verloren hatte. Hülkenberg konnte durch ein technisches Problem seines Saubers das Training nicht beenden.

### Qualifying
Das Qualifying bestand aus drei Teilen mit einer Nettolaufzeit von 45 Minuten. Im ersten Qualifying-Segment (Q1) hatten die Fahrer 18 Minuten Zeit, um sich für das Rennen zu qualifizieren. Alle Fahrer, die im ersten Abschnitt eine Zeit erzielten, die maximal 107 Prozent der schnellsten Rundenzeit betrug, qualifizierten sich für den Grand Prix. Die besten 15 Fahrer erreichten den nächsten Teil. Der WM-Führende Norris war Schnellster. Alexander Albon, Lawson, Gabriel Bortoleto, Stroll und Bearman schieden aus.
Der zweite Abschnitt (Q2) dauerte 15 Minuten. Die zehn schnellsten Piloten qualifizierten sich für den dritten Teil des Qualifyings. Der zweite Abschnitt begann mit einem Unfall von Ocon, der die Kontrolle über seinen Haas verlor, in die Streckenbegrenzung einschlug und ausschied, da er keine gezeitete Runde absolvieren konnte. Das Qualifying musste anschließend mit einer roten Flagge unterbrochen werden, damit die Strecke wieder frei gemacht werden konnte. Bevor das Qualifying wieder gestartet wurde, schickte das Merces-Team seine beiden Fahrer zu früh aus der Garage los, was später von der Rennleitung bestraft wurde. Piastri war erneut Schnellster. Neben Ocon schieden Alonso, Isack Hadjar, Doohan und Hülkenberg aus. Hülkenberg wurde dabei eine Zeit gestrichen, die er bereits im ersten Teil des Qualifyings fuhr und die ihn in Q2 brachte.
Der abschließende Abschnitt (Q3) ging über eine Zeit von zwölf Minuten, in denen die ersten zehn Startpositionen vergeben wurden. Piastri sicherte sich mit einer Rundenzeit von 1:29,841 Minuten die Bestzeit vor Russell und Leclerc. Für Piastri war es die zweite Pole-Position seiner Karriere.

### Rennen
Piastri konnte seine Führung am Start behalten, obwohl Russell Druck machte. Einen starken Start legte Norris hin, der vom sechsten auf den dritten Platz fuhr. Er stand jedoch falsch in der Startbox, wodurch er eine Fünf-Sekunden-Zeitstrafe erhielt. Einer der Verlierer des Startes war Leclerc, der zwei Positionen in der ersten Runde verlor, sowie Hülkenberg, der auf den letzten Platz zurückfiel.
Norris und Verstappen wechselten gleichzeitig in Runde zehn ihre Reifen. Die Mechaniker durften das Auto von Norris wegen der Strafe nicht berühren, während das Red Bull Team das Zeitfenster auf Norris infolge eines schlechten Boxenstopps nicht verkürzen konnte. Russell versuchte gegen Piastri einen Undercut, doch McLaren stoppte sofort eine Runde später (Runde 14), wodurch die Reihenfolge gleich blieb. Leclerc konnte nach einem späteren Stopp mit frischeren Reifen Norris überholen und fuhr auf Platz drei.
In der 32. Runde musste das Safety-Car nach einer Berührung zwischen Yūki Tsunoda und Sainz jr. auf die Strecke und viele Fahrer nutzten das für den zweiten Boxenstopp.
Piastri konnte seine Führung beim Restart nach dem Safety-Car verteidigen, während Norris wieder Leclerc überholen konnte und versuchte Russell auf Platz zwei einzuholen. In den letzten Runden war er im DRS-Fenster, jedoch gelang ihm kein erfolgreiches Überholmanöver.
Piastri gewann schließlich seinen vierten Grand Prix vor Russell und Norris. Die restlichen Punkteplatzierungen belegten Leclerc, Hamilton, Verstappen, Gasly, Ocon, Tsunoda und Bearman. Hülkenberg beendete das Rennen als 13., wurde allerdings nachträglich disqualifiziert, weil an seinem Unterboden die Planke zu weit abgenutzt war.
In der Fahrerwertung behielt Norris die Führung, dahinter übernahm Piastri den zweiten Platz von Verstappen. In der Konstrukteurswertung blieben die ersten drei Positionen unverändert.

## Meldeliste
| Team                                        | Nr. | Stammfahrer           | Chassis                           | Motor      | Reifen |
| ------------------------------------------- | --- | --------------------- | --------------------------------- | ---------- | ------ |
| Oracle Red Bull Racing                      | 01  | Max Verstappen        | Red Bull Racing RB21              | Honda RBPT | P      |
| Oracle Red Bull Racing                      | 37  | Ayumu Iwasa           | Red Bull Racing RB21              | Honda RBPT | P      |
| Oracle Red Bull Racing                      | 22  | Yūki Tsunoda          | Red Bull Racing RB21              | Honda RBPT | P      |
| McLaren Formula 1 Team                      | 81  | Oscar Piastri         | McLaren MCL39                     | Mercedes   | P      |
| McLaren Formula 1 Team                      | 04  | Lando Norris          | McLaren MCL39                     | Mercedes   | P      |
| Scuderia Ferrari HP                         | 16  | Charles Leclerc       | Ferrari SF-25                     | Ferrari    | P      |
| Scuderia Ferrari HP                         | 38  | Dino Beganovic        | Ferrari SF-25                     | Ferrari    | P      |
| Scuderia Ferrari HP                         | 44  | Lewis Hamilton        | Ferrari SF-25                     | Ferrari    | P      |
| Mercedes-AMG Petronas Formula One Team      | 63  | George Russell        | Mercedes-AMG F1 W16 E Performance | Mercedes   | P      |
| Mercedes-AMG Petronas Formula One Team      | 72  | Frederik Vesti        | Mercedes-AMG F1 W16 E Performance | Mercedes   | P      |
| Mercedes-AMG Petronas Formula One Team      | 12  | Andrea Kimi Antonelli | Mercedes-AMG F1 W16 E Performance | Mercedes   | P      |
| Aston Martin Aramco Formula One Team        | 18  | Lance Stroll          | Aston Martin AMR25                | Mercedes   | P      |
| Aston Martin Aramco Formula One Team        | 14  | Fernando Alonso       | Aston Martin AMR25                | Mercedes   | P      |
| Aston Martin Aramco Formula One Team        | 34  | Felipe Drugovich      | Aston Martin AMR25                | Mercedes   | P      |
| BWT Alpine F1 Team                          | 10  | Pierre Gasly          | Alpine A525                       | Renault    | P      |
| BWT Alpine F1 Team                          | 07  | Jack Doohan           | Alpine A525                       | Renault    | P      |
| MoneyGram Haas F1 Team                      | 31  | Esteban Ocon          | Haas VF-25                        | Ferrari    | P      |
| MoneyGram Haas F1 Team                      | 87  | Oliver Bearman        | Haas VF-25                        | Ferrari    | P      |
| MoneyGram Haas F1 Team                      | 50  | Ryō Hirakawa          | Haas VF-25                        | Ferrari    | P      |
| Visa Cash App Racing Bulls Formula One Team | 06  | Isack Hadjar          | Racing Bulls VCARB 02             | Honda RBPT | P      |
| Visa Cash App Racing Bulls Formula One Team | 30  | Liam Lawson           | Racing Bulls VCARB 02             | Honda RBPT | P      |
| Atlassian Williams Racing                   | 23  | Alexander Albon       | Williams FW47                     | Mercedes   | P      |
| Atlassian Williams Racing                   | 55  | Carlos Sainz jr.      | Williams FW47                     | Mercedes   | P      |
| Atlassian Williams Racing                   | 46  | Luke Browning         | Williams FW47                     | Mercedes   | P      |
| Stake F1 Team Kick Sauber                   | 27  | Nico Hülkenberg       | Kick Sauber C45                   | Ferrari    | P      |
| Stake F1 Team Kick Sauber                   | 05  | Gabriel Bortoleto     | Kick Sauber C45                   | Ferrari    | P      |

Anmerkungen
1. 1 2  Der Red Bull mit der Startnummer 37 wurde im ersten freien Training für Iwasa eingesetzt. Verstappen übernahm das Fahrzeug anschließend für das restliche Rennwochenende mit seiner Startnummer 1.
2. 1 2  Der Ferrari mit der Startnummer 38 wurde im ersten freien Training für Beganovic eingesetzt. Leclerc übernahm das Fahrzeug anschließend für das restliche Rennwochenende mit seiner Startnummer 16.
3. 1 2  Der Mercedes mit der Startnummer 72 wurde im ersten freien Training für Vesti eingesetzt. Russell übernahm das Fahrzeug anschließend für das restliche Rennwochenende mit seiner Startnummer 63.
4. 1 2  Der Aston Martin mit der Startnummer 34 wurde im ersten freien Training für Drugovich eingesetzt. Alonso übernahm das Fahrzeug anschließend für das restliche Rennwochenende mit seiner Startnummer 14.
5. 1 2  Der Haas mit der Startnummer 50 wurde im ersten freien Training für Hirakawa eingesetzt. Bearman übernahm das Fahrzeug anschließend für das restliche Rennwochenende mit seiner Startnummer 87.
6. 1 2  Der Williams mit der Startnummer 46 wurde im ersten freien Training für Browning eingesetzt. Sainz jr. übernahm das Fahrzeug anschließend für das restliche Rennwochenende mit seiner Startnummer 55.

## Klassifikationen

### Qualifying
| Pos.                                                                      | Fahrer                | Konstrukteur                 | Q1       | Q2         | Q3       | Start |
| ------------------------------------------------------------------------- | --------------------- | ---------------------------- | -------- | ---------- | -------- | ----- |
| 01                                                                        | Oscar Piastri         | McLaren-Mercedes             | 1:31,392 | 1:30,454   | 1:29,841 | 01    |
| 02                                                                        | George Russell        | Mercedes                     | 1:31,494 | 1:30,664   | 1:30,009 | 03    |
| 03                                                                        | Charles Leclerc       | Ferrari                      | 1:31,454 | 1:30,724   | 1:30,175 | 02    |
| 04                                                                        | Andrea Kimi Antonelli | Mercedes                     | 1:31,415 | 1:30,716   | 1:30,213 | 05    |
| 05                                                                        | Pierre Gasly          | Alpine-Renault               | 1:31,462 | 1:30,643   | 1:30,216 | 04    |
| 06                                                                        | Lando Norris          | McLaren-Mercedes             | 1:31,107 | 1:30,560   | 1:30,267 | 06    |
| 07                                                                        | Max Verstappen        | Red Bull Racing-Honda RBPT   | 1:31,303 | 1:31,019   | 1:30,423 | 07    |
| 08                                                                        | Carlos Sainz jr.      | Williams-Mercedes            | 1:31,591 | 1:30,844   | 1:30,680 | 08    |
| 09                                                                        | Lewis Hamilton        | Ferrari                      | 1:31,219 | 1:31,009   | 1:30,772 | 09    |
| 10                                                                        | Yūki Tsunoda          | Red Bull Racing-Honda RBPT   | 1:31,751 | 1:31,228   | 1:31,303 | 10    |
| 11                                                                        | Jack Doohan           | Alpine-Renault               | 1:31,414 | 1:31,245   | –        | 11    |
| 12                                                                        | Isack Hadjar          | Racing Bulls-Honda RBPT      | 1:31,591 | 1:31,271   | –        | 12    |
| 13                                                                        | Fernando Alonso       | Aston Martin Aramco-Mercedes | 1:31,634 | 1:31,886   | –        | 13    |
| 14                                                                        | Esteban Ocon          | Haas-Ferrari                 | 1:31,594 | keine Zeit | –        | 14    |
| 15                                                                        | Alexander Albon       | Williams-Mercedes            | 1:32,040 | keine Zeit | –        | 15    |
| 16                                                                        | Nico Hülkenberg       | Kick Sauber-Ferrari          | 1:32,067 | –          | –        | 16    |
| 17                                                                        | Liam Lawson           | Racing Bulls-Honda RBPT      | 1:32,165 | –          | –        | 17    |
| 18                                                                        | Gabriel Bortoleto     | Kick Sauber-Ferrari          | 1:32,186 | –          | –        | 18    |
| 19                                                                        | Lance Stroll          | Aston Martin Aramco-Mercedes | 1:32,283 | –          | –        | 19    |
| 20                                                                        | Oliver Bearman        | Haas-Ferrari                 | 1:32,373 | –          | –        | 20    |
| 107-Prozent-Zeit: 1:37,484 min (bezogen auf Q1-Bestzeit von 1:31,392 min) |                       |                              |          |            |          |       |

Anmerkungen
1. 1 2  Russell und Antonelli erhielten beide eine Startplatzstrafe von einem Platz, weil sie in der Boxengasse auf die Überholspur gefahren waren, bevor eine Neustartzeit bestätigt wurde

### Rennen
| Pos.                                                              | Fahrer                | Konstrukteur                 | Runden | Stopps | Zeit        | Start | Schnellste Runde |
| ----------------------------------------------------------------- | --------------------- | ---------------------------- | ------ | ------ | ----------- | ----- | ---------------- |
| 01                                                                | Oscar Piastri         | McLaren-Mercedes             | 57     | 2      | 1:31:39,435 | 010   | 1:35,140 (36.)   |
| 02                                                                | George Russell        | Mercedes                     | 57     | 2      | + 15,499    | 030   | 1:35,518 (36.)   |
| 03                                                                | Lando Norris          | McLaren-Mercedes             | 57     | 2      | + 16,273    | 060   | 1:35,728 (38.)   |
| 04                                                                | Charles Leclerc       | Ferrari                      | 57     | 2      | + 19,679    | 020   | 1:36,132 (36.)   |
| 05                                                                | Lewis Hamilton        | Ferrari                      | 57     | 2      | + 27,993    | 090   | 1:36,235 (37.)   |
| 06                                                                | Max Verstappen        | Red Bull Racing-Honda RBPT   | 57     | 2      | + 34,395    | 7     | 1:36,167 (29.)   |
| 07                                                                | Pierre Gasly          | Alpine-Renault               | 57     | 2      | + 36,002    | 4     | 1:36,531 (39.)   |
| 08                                                                | Esteban Ocon          | Haas-Ferrari                 | 57     | 2      | + 44,244    | 140   | 1:37,098 (30.)   |
| 09                                                                | Yūki Tsunoda          | Red Bull Racing-Honda RBPT   | 57     | 2      | + 45,061    | 10    | 1:37,225 (45.)   |
| 10                                                                | Oliver Bearman        | Haas-Ferrari                 | 57     | 2      | + 47,594    | 20    | 1:37,303 (40.)   |
| 11                                                                | Andrea Kimi Antonelli | Mercedes                     | 57     | 3      | + 48,016    | 05    | 1:36,690 (29.)   |
| 12                                                                | Alexander Albon       | Williams-Mercedes            | 57     | 2      | + 48,839    | 15    | 1:37,141 (47.)   |
| 13                                                                | Isack Hadjar          | Racing Bulls-Honda RBPT      | 57     | 2      | + 56,314    | 12    | 1:36,952 (30.)   |
| 14                                                                | Jack Doohan           | Alpine-Renault               | 57     | 2      | + 57,806    | 11    | 1:36,682 (31.)   |
| 15                                                                | Fernando Alonso       | Aston Martin Aramco-Mercedes | 57     | 2      | + 1:00,340  | 13    | 1:37,906 (38.)   |
| 16                                                                | Liam Lawson           | Racing Bulls-Honda RBPT      | 57     | 2      | + 1:04,435  | 17    | 1:37,380 (44.)   |
| 17                                                                | Lance Stroll          | Aston Martin Aramco-Mercedes | 57     | 2      | + 1:05,489  | 19    | 1:38,064 (39.)   |
| 18                                                                | Gabriel Bortoleto     | Kick Sauber-Ferrari          | 57     | 2      | + 1:06,872  | 18    | 1:38,006 (38.)   |
| –                                                                 | Carlos Sainz jr.      | Williams-Mercedes            | 45     | 3      | DNF         | 08    | 1:36,954 (16.)   |
| DSQ                                                               | Nico Hülkenberg       | Kick Sauber-Ferrari          | 57     | 2      | + 53,472    | 16    | 1:37,338 (30.)   |
| Fahrer des Tages: Lewis Hamilton (29,6 % der abgegebenen Stimmen) |                       |                              |        |        |             |       |                  |

Anmerkungen

1. ↑  Doohan erhielt eine Fünf-Sekunden-Zeitstrafe wegen Track Limits. Dadurch fiel er zunächst auf Platz 15 der vorläufigen Wertung zurück, rückte aber nach der Disqualifikation von Hülkenberg um einen Platz vor.
2. ↑  Lawson erhielt eine Fünf-Sekunden-Zeitstrafe für die Verursachung einer Kollision mit Stroll und eine Zehn-Sekunden-Zeitstrafe für die Verursachung einer Kollision mit Hülkenberg. Dadurch fiel er zunächst auf Platz 17 der vorläufigen Wertung zurück, rückte aber nach der Disqualifikation von Hülkenberg um einen Platz vor
3. ↑  Hülkenberg beendete das Rennen als 13., wurde allerdings wegen übermäßigen Plankenverschleißes nachträglich disqualifiziert.

## WM-Stände nach dem Rennen
Die ersten zehn des Rennens bekamen 25, 18, 15, 12, 10, 8, 6, 4, 2 bzw. 1 Punkt(e).

### Fahrerwertung
| Pos. | Fahrer                | Konstrukteur                 | Punkte |
| ---- | --------------------- | ---------------------------- | ------ |
| 01   | Lando Norris          | McLaren-Mercedes             | 77     |
| 02   | Oscar Piastri         | McLaren-Mercedes             | 74     |
| 03   | Max Verstappen        | Red Bull Racing-Honda RBPT   | 69     |
| 04   | George Russell        | Mercedes                     | 63     |
| 05   | Charles Leclerc       | Ferrari                      | 32     |
| 06   | Andrea Kimi Antonelli | Mercedes                     | 30     |
| 07   | Lewis Hamilton        | Ferrari                      | 25     |
| 08   | Alexander Albon       | Williams-Mercedes            | 18     |
| 09   | Esteban Ocon          | Haas-Ferrari                 | 14     |
| 10   | Lance Stroll          | Aston Martin Aramco-Mercedes | 10     |

| Pos. | Fahrer            | Konstrukteur                                       | Punkte |
| ---- | ----------------- | -------------------------------------------------- | ------ |
| 11   | Pierre Gasly      | Alpine-Renault                                     | 6      |
| 12   | Nico Hülkenberg   | Kick Sauber-Ferrari                                | 6      |
| 13   | Oliver Bearman    | Haas-Ferrari                                       | 6      |
| 14   | Yūki Tsunoda      | Red Bull Racing-Honda RBPT/Racing Bulls-Honda RBPT | 5      |
| 15   | Isack Hadjar      | Racing Bulls-Honda RBPT                            | 4      |
| 16   | Carlos Sainz jr.  | Williams-Mercedes                                  | 1      |
| 17   | Fernando Alonso   | Aston Martin Aramco-Mercedes                       | 0      |
| 18   | Liam Lawson       | Racing Bulls-Honda RBPT/Red Bull Racing-Honda RBPT | 0      |
| 19   | Jack Doohan       | Alpine-Renault                                     | 0      |
| 20   | Gabriel Bortoleto | Kick Sauber-Ferrari                                | 0      |

### Konstrukteurswertung
| Pos. | Konstrukteur               | Punkte |
| ---- | -------------------------- | ------ |
| 01   | McLaren-Mercedes           | 151    |
| 02   | Mercedes                   | 93     |
| 03   | Red Bull Racing-Honda RBPT | 71     |
| 04   | Ferrari                    | 57     |
| 05   | Haas-Ferrari               | 20     |

| Pos. | Konstrukteur                 | Punkte |
| ---- | ---------------------------- | ------ |
| 06   | Williams-Mercedes            | 19     |
| 07   | Aston Martin Aramco-Mercedes | 10     |
| 08   | Racing Bulls-Honda RBPT      | 7      |
| 09   | Alpine-Renault               | 6      |
| 10   | Kick Sauber-Ferrari          | 6      |